# Reid and Sigrist R.S.1
Reid and Sigrist R.S. 1 là một loại máy bay huấn luyện của Anh trong Chiến tranh thế giới II.

## Tính năng kỹ chiến thuật (R.S.1)
Đặc điểm tổng quát
- Chiều dài: 25 ft 4 in (7,72 m)
- Sải cánh: 36 ft 4 in (11,07 m)
- Chiều cao: 8 ft, 11 in ()
- Diện tích cánh: 212 ft2 ()
- Trọng lượng có tải: 4.900 lb (2.222 kg)
- Động cơ: 2 × de Havilland Gypsy Six,  ()  mỗi chiếc

 Hiệu suất bay 
- Vận tốc cực đại: 205 mph (330 km/h)
- Vận tốc hành trình: 190 mph
- Vận tốc tắt ngưỡng: 65 mph ()
- Tầm bay: 900 dặm () tại vận tốc 190 mph
- Thời gian bay: 4,5 h
- Trần bay: 24.000 ft ()